# Liste der Mitglieder des US-Repräsentantenhauses aus Alabama

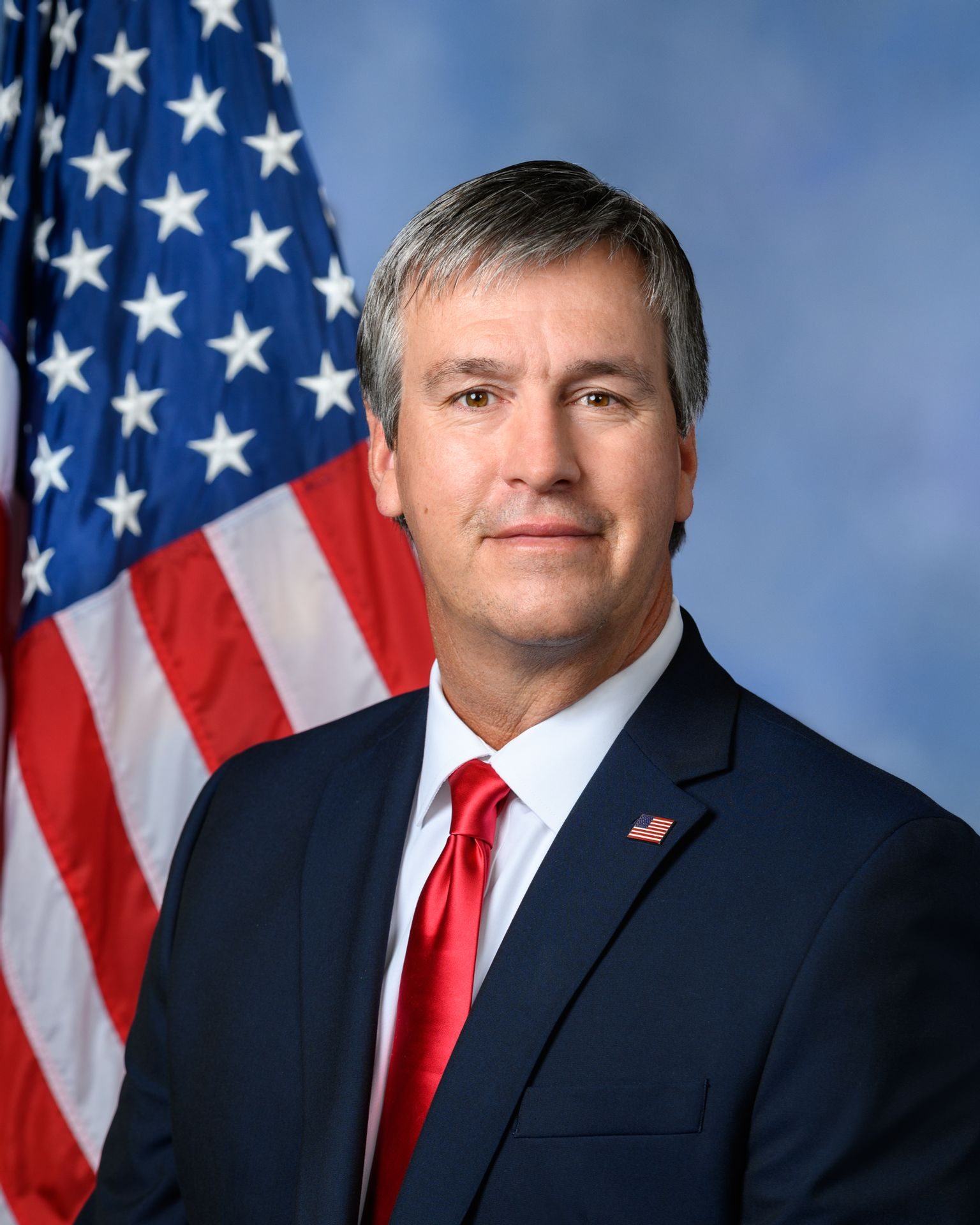
Barry Moore, derzeitiger Vertreter des ersten Kongresswahlbezirks von Alabama

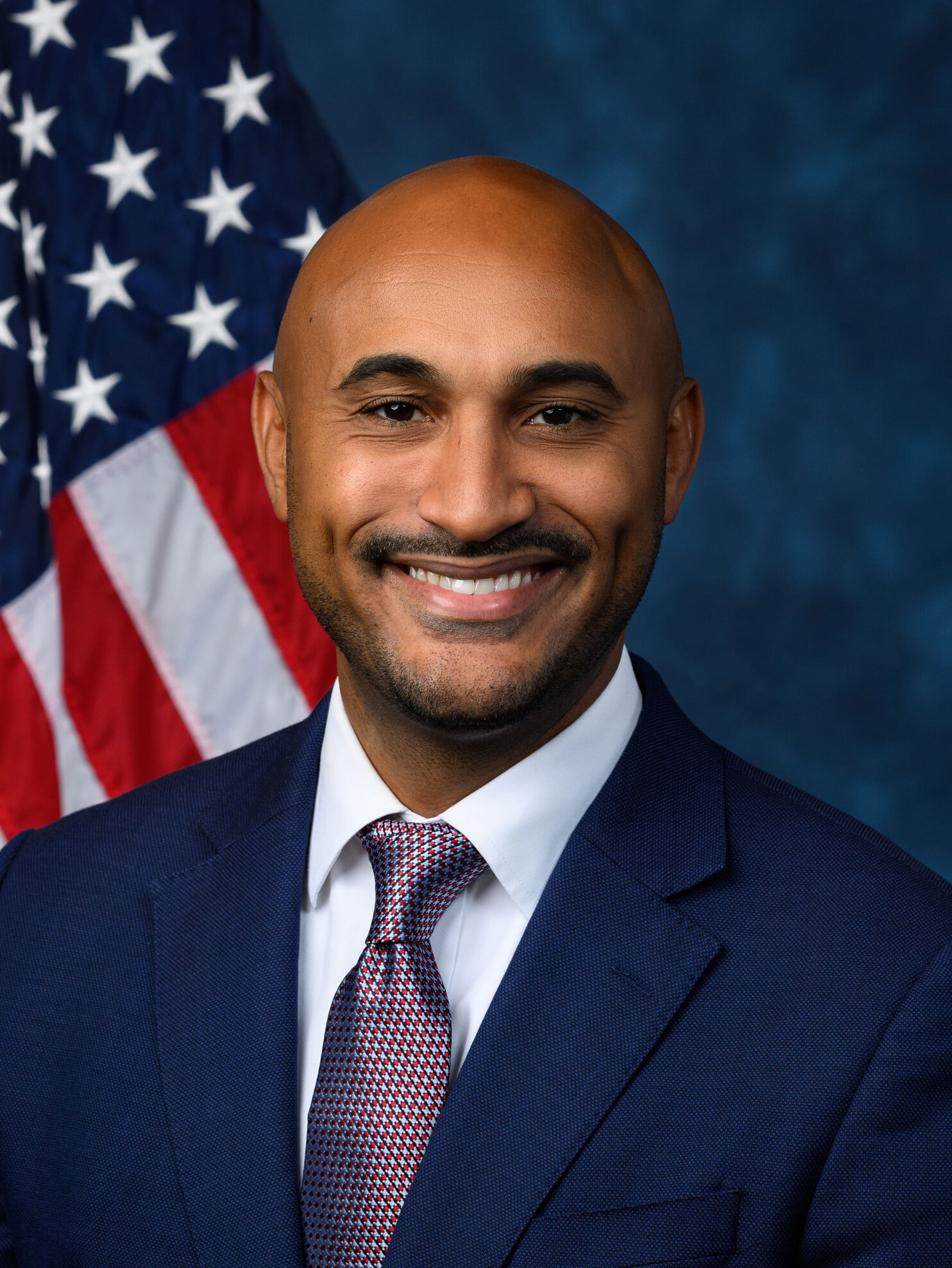
Shomari Figures, derzeitiger Vertreter des zweiten Kongresswahlbezirks von Alabama

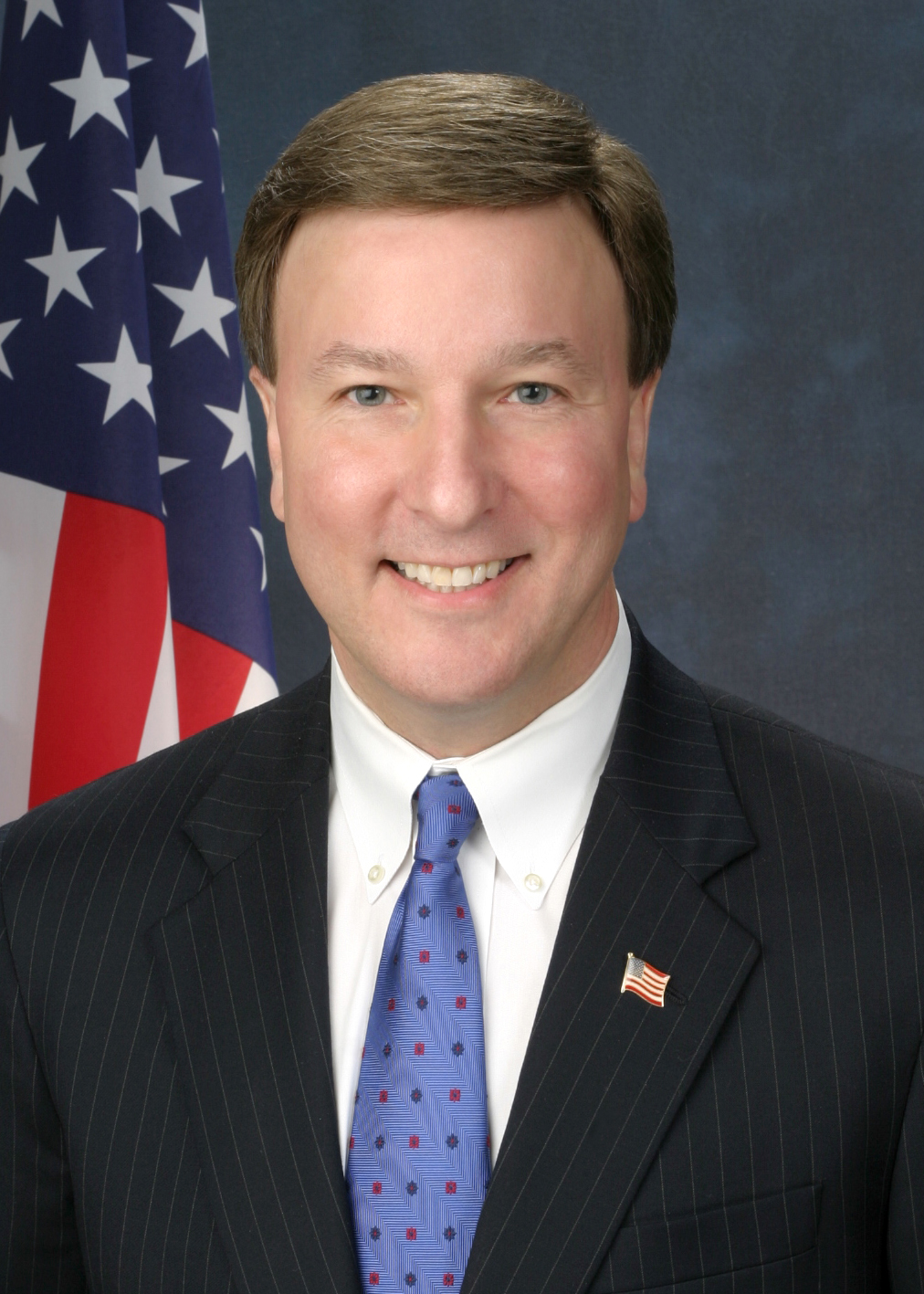
Mike D. Rogers, derzeitiger Vertreter des dritten Kongresswahlbezirks von Alabama

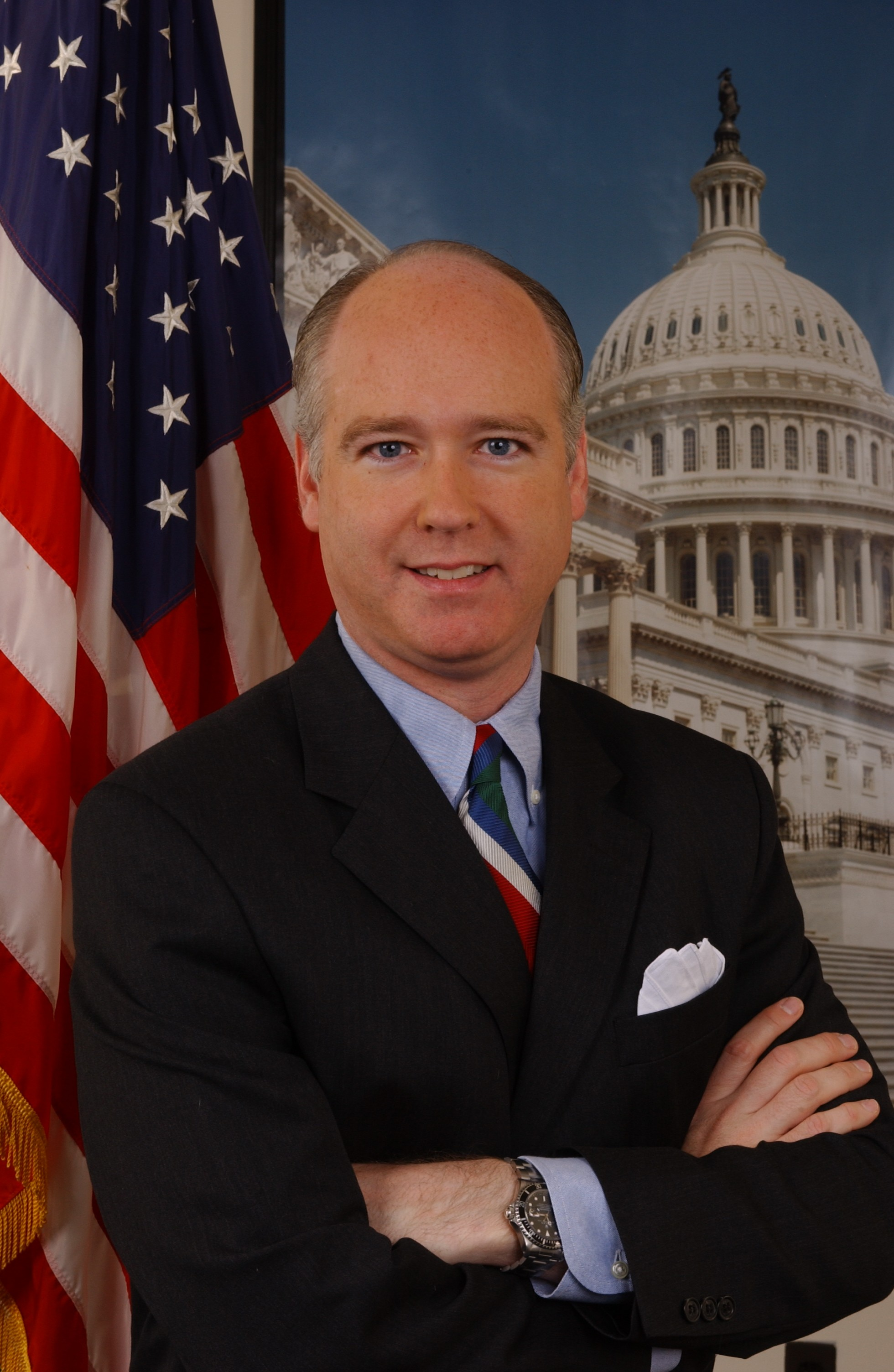
Robert Aderholt, derzeitiger Vertreter des vierten Kongresswahlbezirks von Alabama

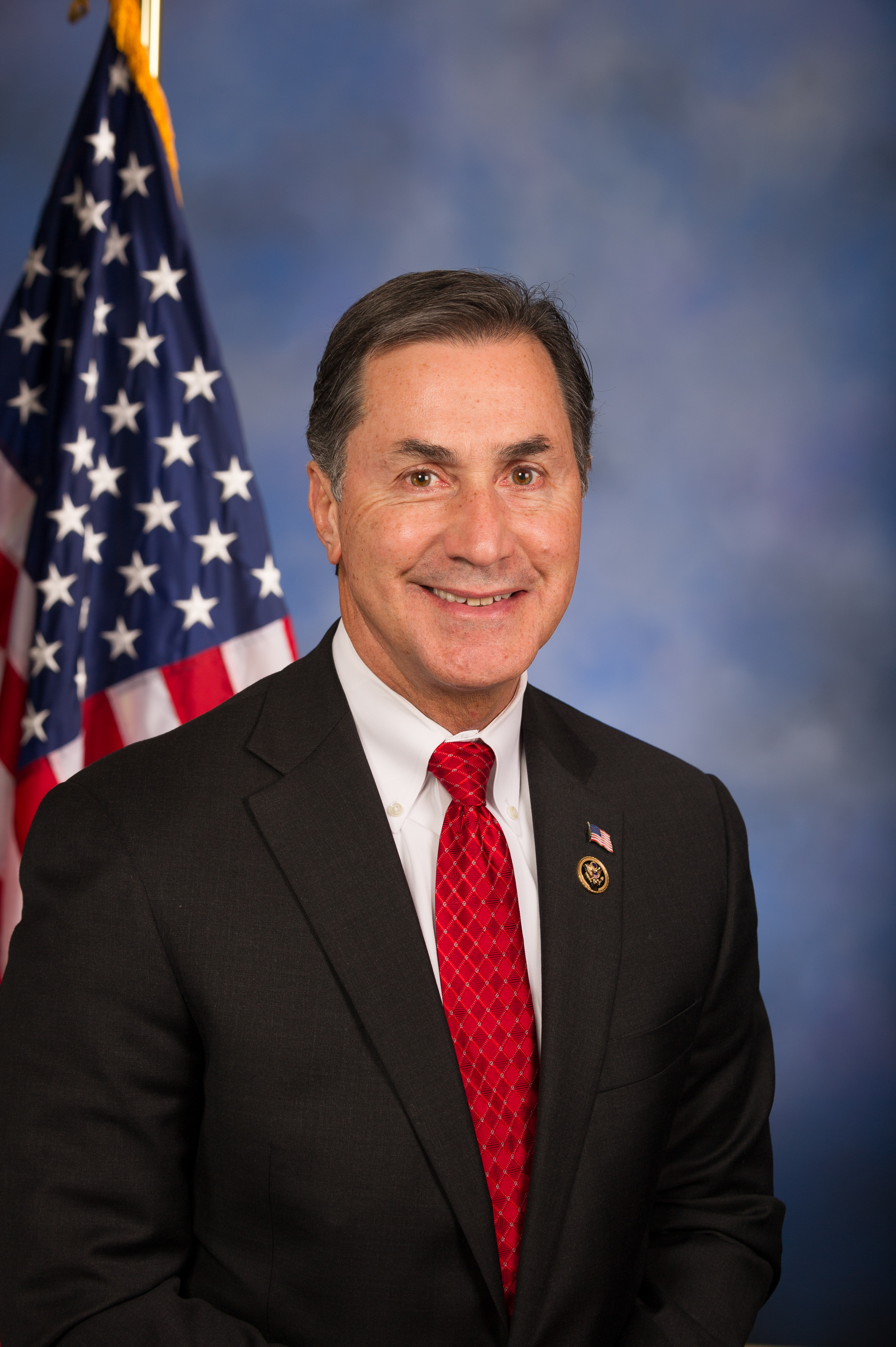
Gary Palmer, derzeitiger Vertreter des sechsten Kongresswahlbezirks von Alabama

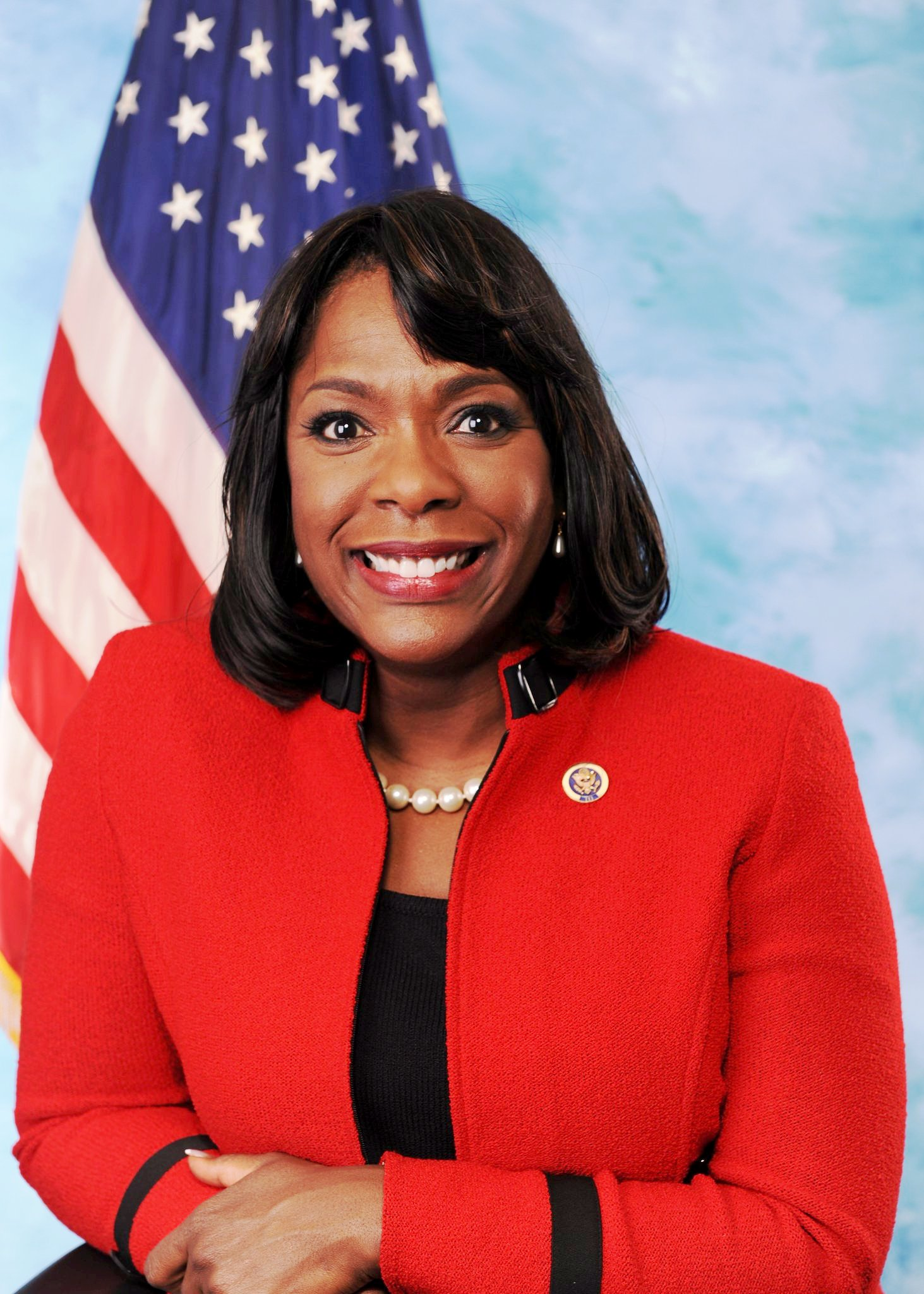
Terri Sewell, derzeitige Vertreterin des siebten Kongresswahlbezirks von Alabama

Diese Liste führt alle Politiker auf, die seit 1817 für das Alabama-Territorium und später für den Bundesstaat Alabama dem Repräsentantenhaus der Vereinigten Staaten angehört haben. Nach dem Beitritt zu den Vereinigten Staaten stellte der Staat zunächst einen Abgeordneten in Washington; zwischenzeitlich stieg die Zahl der Kongressmitglieder auf zehn. Seit 1973 stellt der Staat nur noch sieben Abgeordnete. Zwischen 1861 und 1867 blieben die Sitze des Staates nach der Sezession Alabamas unbesetzt.

## Alabama-Territorium (1817–1819)
Das Alabama-Territorium entsandte einen nicht stimmberechtigten Delegierten.
| Name         | Amtszeit                       | Partei                |
| ------------ | ------------------------------ | --------------------- |
| John Crowell | 29. Januar 1818 – 3. März 1819 | Democratic Republican |

## Bundesstaat Alabama (seit 1819)
Der erste Distrikt entsandte bisher folgende 31 Abgeordnete.

### 1. Sitz (seit 1819)
| Name                                | Amtszeit                         | Partei                |
| ----------------------------------- | -------------------------------- | --------------------- |
| John Crowell                        | 14. Dezember 1819 – 3. März 1821 | Democratic Republican |
| Gabriel Moore                       | 4. März 1821 – 3. März 1829      | Democratic Republican |
| Clement Comer Clay                  | 4. März 1829 – 3. März 1835      | Demokrat              |
| Reuben Chapman                      | 4. März 1835 – 3. März 1843      | Demokrat              |
| James Dellet                        | 4. März 1843 – 3. März 1845      | Whig                  |
| Edmund Strother Dargan              | 4. März 1845 – 3. März 1847      | Demokrat              |
| John Gayle                          | 4. März 1847 – 3. März 1849      | Whig                  |
| William J. Alston                   | 4. März 1849 – 3. März 1851      | Whig                  |
| John Bragg                          | 4. März 1851 – 3. März 1853      | Demokrat              |
| Philip Phillips                     | 4. März 1853 – 3. März 1855      | Demokrat              |
| Percy Walker                        | 4. März 1855 – 3. März 1857      | American Party        |
| James Adams Stallworth              | 4. März 1855 – 12. Januar 1861   | Demokrat              |
| vakant (Amerikanischer Bürgerkrieg) | 12. Januar 1861 – 22. Juli 1868  |                       |
| Francis William Kellogg             | 22. Juli 1868 – 3. März 1869     | Republikaner          |
| Alfred Eliab Buck                   | 4. März 1869 – 3. März 1871      | Republikaner          |
| Benjamin S. Turner                  | 4. März 1871 – 3. März 1873      | Republikaner          |
| Frederick George Bromberg           | 4. März 1873 – 3. März 1875      | Republikaner          |
| Jeremiah Haralson                   | 4. März 1875 – 3. März 1877      | Republikaner          |
| James T. Jones                      | 4. März 1877 – 3. März 1879      | Demokrat              |
| Thomas H. Herndon                   | 4. März 1879 – 28. März 1883     | Demokrat              |
| vakant                              | 28. März 1883 – 3. Dezember 1883 |                       |
| James T. Jones                      | 3. Dezember 1883 – 3. März 1889  | Demokrat              |
| Richard Henry Clarke                | 4. März 1889 – 3. März 1897      | Demokrat              |
| George W. Taylor                    | 4. März 1897 – 3. März 1915      | Demokrat              |
| Oscar Lee Gray                      | 4. März 1915 – 3. März 1919      | Demokrat              |
| John McDuffie                       | 4. März 1919 – 2. März 1935      | Demokrat              |
| vakant                              | 2. März 1935 – 30. Juli 1935     |                       |
| Frank William Boykin                | 30. Juli 1935 – 3. Januar 1963   | Demokrat              |
| George Huddleston, Jr.              | 3. Januar 1963 – 3. Januar 1965  | Demokrat              |
| Jack Edwards                        | 3. Januar 1965 – 3. Januar 1985  | Republikaner          |
| Sonny Callahan                      | 3. Januar 1985 – 3. Januar 2003  | Republikaner          |
| Josiah Robins Bonner, Jr.           | 3. Januar 2003 – 2. August 2013  | Republikaner          |
| vakant                              | 2. August 2013 – 8. Januar 2014  |                       |
| Bradley Byrne                       | 3. Januar 2014 – 3. Januar 2021  | Republikaner          |
| Jerry Lee Carl                      | 3. Januar 2021 – 3. Januar 2025  | Republikaner          |
| Felix Barry Moore                   | seit 3. Januar 2025              | Republikaner          |

### 2. Sitz (seit 1823)
Der zweite Distrikt entsandte bisher folgende 28 Abgeordnete.
| Name                                | Amtszeit                          | Partei                |
| ----------------------------------- | --------------------------------- | --------------------- |
| John McKee                          | 4. März 1823 – 3. März 1829       | Democratic Republican |
| Robert Emmett Bledsoe Baylor        | 4. März 1829 – 3. März 1831       | Democratic Republican |
| Samuel Wright Mardis                | 4. März 1831 – 3. März 1833       | Democratic Republican |
| John McKinley                       | 4. März 1833 – 3. März 1835       | Democratic Republican |
| Joshua L. Martin                    | 4. März 1835 – 3. März 1839       | Demokrat              |
| David Hubbard                       | 4. März 1839 – 3. März 1841       | Demokrat              |
| George S. Houston                   | 4. März 1841 – 3. März 1843       | Demokrat              |
| James Edwin Belser                  | 4. März 1843 – 3. März 1845       | Demokrat              |
| Henry Washington Hilliard           | 4. März 1845 – 3. März 1851       | Whig                  |
| James Abercrombie                   | 4. März 1851 – 3. März 1855       | Whig                  |
| Eli Sims Shorter                    | 4. März 1855 – 3. März 1859       | Demokrat              |
| James Lawrence Pugh                 | 4. März 1859 – 21. Januar 1861    | Demokrat              |
| vakant (Amerikanischer Bürgerkrieg) | 21. Januar 1861 – 21. Juli 1868   |                       |
| Charles Waldron Buckley             | 21. Juli 1868 – 3. März 1873      | Republikaner          |
| James Thomas Rapier                 | 4. März 1873 – 3. März 1875       | Republikaner          |
| Jeremiah Norman Williams            | 4. März 1875 – 3. März 1877       | Demokrat              |
| Hilary Abner Herbert                | 4. März 1877 – 3. März 1893       | Demokrat              |
| Jesse Francis Stallings             | 4. März 1893 – 3. März 1901       | Demokrat              |
| Ariosto Appling Wiley               | 4. März 1901 – 17. Juni 1908      | Demokrat              |
| vakant                              | 17. Juni 1908 – 3. November 1908  |                       |
| Oliver Cicero Wiley                 | 3. November 1908 – 3. März 1909   | Demokrat              |
| Stanley Hubert Dent, Jr.            | 4. März 1909 – 3. März 1921       | Demokrat              |
| John Russell Tyson                  | 4. März 1921 – 27. März 1923      | Demokrat              |
| vakant                              | 27. März 1923 – 14. August 1923   |                       |
| Joseph Lister Hill                  | 14. August 1923 – 11. Januar 1938 | Demokrat              |
| vakant                              | 11. Januar 1938 – 14. Juni 1923   |                       |
| George McInvale Grant               | 4. März 1938 – 3. Januar 1965     | Demokrat              |
| William Louis Dickinson             | 3. Januar 1965 – 3. Januar 1993   | Republikaner          |
| Terry Everett                       | 3. Januar 1993 – 3. Januar 2009   | Republikaner          |
| Bobby Bright                        | 3. Januar 2009 – 3. Januar 2011   | Demokrat              |
| Martha Roby                         | 3. Januar 2011 – 3. Januar 2021   | Republikaner          |
| Felix Barry Moore                   | 3. Januar 2021 – 3. Januar 2025   | Republikaner          |
| Shomari Figures                     | seit 3. Januar 2025               | Demokrat              |

### 3. Sitz (seit 1823)
Der dritte Distrikt entsandte bisher folgende 29 Abgeordnete.
| Name                                | Amtszeit                             | Partei                |
| ----------------------------------- | ------------------------------------ | --------------------- |
| George W. Owen                      | 4. März 1823 – 3. März 1829          | Democratic Republican |
| Dixon Hall Lewis                    | 4. März 1829 – 3. März 1833          | Demokrat              |
| Samuel Wright Mardis                | 4. März 1833 – 3. März 1835          | Democratic Republican |
| Joab Lawler                         | 4. März 1835 – 8. Mai 1838           | Whig                  |
| vakant                              | 8. Mai 1838 – 4. September 1838      |                       |
| George Whitfield Crabb              | 4. September 1838 – 3. März 1841     | Whig                  |
| Dixon Hall Lewis                    | 4. März 1841 – 22. April 1844        | Demokrat              |
| vakant                              | 22. April 1844 – 2. Dezember 1844    |                       |
| William Lowndes Yancey              | 2. Dezember 1844 – 1. September 1846 | Demokrat              |
| vakant                              | 1. September 1846 – 7. Dezember 1846 |                       |
| James La Fayette Cottrell           | 7. Dezember 1846 – 3. März 1847      | Demokrat              |
| Sampson Willis Harris               | 4. März 1847 – 3. März 1855          | Demokrat              |
| James Ferguson Dowdell              | 4. März 1855 – 3. März 1859          | Demokrat              |
| David Clopton                       | 4. März 1859 – 21. Januar 1861       | Demokrat              |
| vakant (Amerikanischer Bürgerkrieg) | 21. Januar 1861 – 21. Juli 1868      |                       |
| Benjamin White Norris               | 21. Juli 1868 – 3. März 1869         | Republikaner          |
| Robert Stell Heflin                 | 4. März 1869 – 3. März 1871          | Republikaner          |
| William Anderson Handley            | 4. März 1871 – 3. März 1873          | Demokrat              |
| Charles Pelham                      | 4. März 1873 – 3. März 1875          | Republikaner          |
| Taul Bradford                       | 4. März 1875 – 3. März 1877          | Demokrat              |
| Jeremiah Norman Williams            | 4. März 1877 – 3. März 1879          | Demokrat              |
| William J. Samford                  | 4. März 1879 – 3. März 1881          | Demokrat              |
| William C. Oates                    | 4. März 1881 – 5. November 1894      | Demokrat              |
| George Paul Harrison                | 6. November 1894 – 3. März 1897      | Demokrat              |
| Henry De Lamar Clayton, Jr.         | 4. März 1897 – 25. Mai 1914          | Demokrat              |
| vakant                              | 25. Mai 1914 – 29. Juni 1914         |                       |
| William Oscar Mulkey                | 29. Juni 1914 – 3. März 1915         | Demokrat              |
| Henry B. Steagall                   | 4. März 1915 – 22. November 1943     | Demokrat              |
| vakant                              | 22. November 1943 – 14. März 1914    |                       |
| George William Andrews              | 14. März 1914 – 25. Dezember 1971    | Demokrat              |
| vakant                              | 25. Dezember 1971 – 4. April 1972    |                       |
| Leslie Elizabeth Bullock Andrews    | 4. April 1972 – 3. Januar 1973       | Demokrat              |
| William Flynt Nichols               | 3. Januar 1973 – 13. Dezember 1988   | Demokrat              |
| vakant                              | 13. Dezember 1988 – 4. April 1989    |                       |
| John Glen Browder                   | 4. April 1989 – 3. Januar 1997       | Demokrat              |
| Robert Renfroe Riley                | 3. Januar 1997 – 3. Januar 2003      | Republikaner          |
| Michael Dennis Rogers               | seit 3. Januar 2003                  | Republikaner          |

### 4. Sitz (seit 1833)
Der vierte Distrikt entsandte bisher folgende 30 Abgeordnete.
| Name                                | Amtszeit                          | Partei         |
| ----------------------------------- | --------------------------------- | -------------- |
| Dixon Hall Lewis                    | 4. März 1833 – 3. März 1841       | Demokrat       |
| William Winter Payne                | 4. März 1841 – 3. März 1847       | Demokrat       |
| Samuel Williams Inge                | 4. März 1847 – 3. März 1851       | Demokrat       |
| William Russell Smith               | 4. März 1851 – 3. März 1857       | American Party |
| Sydenham Moore                      | 4. März 1857 – 21. Januar 1861    | Demokrat       |
| vakant (Amerikanischer Bürgerkrieg) | 21. Januar 1861 – 21. Juli 1868   |                |
| Charles Wilson Pierce               | 21. Juli 1868 – 3. März 1869      | Republikaner   |
| Charles Hays                        | 4. März 1869 – 3. März 1877       | Republikaner   |
| Charles M. Shelley                  | 4. März 1877 – 20. Juli 1882      | Demokrat       |
| vakant                              | 20. Juli 1882 – 7. November 1882  |                |
| Charles M. Shelley                  | 7. November 1882 – 9. Januar 1885 | Demokrat       |
| George Henry Craig                  | 9. Januar 1885 – 3. März 1885     | Republikaner   |
| Alexander Caldwell Davidson         | 4. März 1885 – 3. März 1889       | Demokrat       |
| Louis Washington Turpin             | 4. März 1889 – 4. Juni 1890       | Demokrat       |
| John Van McDuffie                   | 4. Juni 1890 – 3. März 1891       | Republikaner   |
| Louis Washington Turpin             | 4. März 1891 – 3. März 1893       | Demokrat       |
| Gaston Ahi Robbins                  | 4. März 1893 – 13. März 1896      | Demokrat       |
| William Farrington Aldrich          | 13. März 1896 – 3. März 1897      | Republikaner   |
| Thomas Scales Plowman               | 4. März 1897 – 9. Februar 1898    | Demokrat       |
| William Farrington Aldrich          | 9. Februar 1898 – 3. März 1899    | Republikaner   |
| Gaston Ahi Robbins                  | 4. März 1899 – 8. März 1900       | Demokrat       |
| William Farrington Aldrich          | 8. März 1900 – 3. März 1901       | Republikaner   |
| Sydney Johnston Bowie               | 4. März 1901 – 3. März 1907       | Demokrat       |
| William Benjamin Craig              | 4. März 1907 – 3. März 1911       | Demokrat       |
| Fred Leonard Blackmon               | 4. März 1911 – 8. Februar 1921    | Demokrat       |
| vakant                              | 8. Februar 1921 – 7. Juni 1921    |                |
| Lamar Jeffers                       | 7. Juni 1921 – 3. Januar 1935     | Demokrat       |
| Samuel Francis Hobbs                | 4. März 1935 – 3. Januar 1951     | Demokrat       |
| Kenneth Allison Roberts             | 3. Januar 1951 – 3. Januar 1965   | Demokrat       |
| Arthur Glenn Andrews                | 3. Januar 1965 – 3. Januar 1967   | Republikaner   |
| William Flynt Nichols               | 3. Januar 1967 – 3. Januar 1973   | Demokrat       |
| Tom Donald Fike Bevill              | 3. Januar 1973 – 3. Januar 1997   | Demokrat       |
| Robert Brown Aderholt               | seit 3. Januar 1997               | Republikaner   |

### 5. Sitz (seit 1833)
Der fünfte Distrikt entsandte bisher folgende 31 Abgeordnete.
| Name                                | Amtszeit                             | Partei                |
| ----------------------------------- | ------------------------------------ | --------------------- |
| John Murphy                         | 4. März 1833 – 3. März 1835          | Democratic Republican |
| Francis Strother Lyon               | 4. März 1835 – 3. März 1839          | Whig                  |
| James Dellet                        | 4. März 1839 – 3. März 1841          | Whig                  |
| Benjamin Glover Shields             | 4. März 1841 – 3. März 1843          | Demokrat              |
| George Smith Houston                | 4. März 1843 – 3. März 1849          | Demokrat              |
| David Hubbard                       | 4. März 1849 – 3. März 1851          | Demokrat              |
| George Smith Houston                | 4. März 1851 – 21. Januar 1861       | Demokrat              |
| vakant (Amerikanischer Bürgerkrieg) | 21. Januar 1861 – 21. Juli 1868      |                       |
| John Benton Callis                  | 21. Juli 1868 – 3. März 1869         | Republikaner          |
| Peter Myndert Dox                   | 4. März 1869 – 3. März 1873          | Demokrat              |
| John Henry Caldwell                 | 4. März 1873 – 3. März 1877          | Demokrat              |
| Robert Fulwood Ligon                | 4. März 1877 – 3. März 1879          | Demokrat              |
| Thomas Williams                     | 4. März 1879 – 3. März 1885          | Demokrat              |
| Thomas William Sadler               | 4. März 1885 – 3. März 1887          | Demokrat              |
| James Edward Cobb                   | 4. März 1887 – 21. April 1896        | Demokrat              |
| Albert Taylor Goodwyn               | 21. April 1896 – 3. März 1897        | Populist              |
| Willis Brewer                       | 4. März 1897 – 3. März 1901          | Demokrat              |
| Charles Winston Thompson            | 4. März 1901 – 20. März 1904         | Demokrat              |
| vakant                              | 20. März 1904 – 19. Mai 1904         |                       |
| James Thomas Heflin                 | 19. Mai 1904 – 1. November 1920      | Demokrat              |
| vakant                              | 1. November 1920 – 14. Dezember 1920 |                       |
| William Bismarck Bowling            | 14. Dezember 1920 – 16. August 1928  | Demokrat              |
| vakant                              | 16. August 1928 – 6. November 1928   |                       |
| LaFayette Lee Patterson             | 6. November 1928 – 3. März 1933      | Demokrat              |
| Miles Clayton Allgood               | 4. März 1933 – 3. Januar 1935        | Demokrat              |
| Joe Starnes                         | 3. Januar 1935 – 3. Januar 1945      | Demokrat              |
| Albert McKinley Rains               | 3. Januar 1945 – 3. Januar 1963      | Demokrat              |
| Armistead Inge Selden junior        | 3. Januar 1963 – 3. Januar 1969      | Demokrat              |
| Walter Winkler Flowers, Jr.         | 3. Januar 1969 – 3. Januar 1973      | Demokrat              |
| Robert Emmett Jones junior          | 3. Januar 1973 – 3. Januar 1977      | Demokrat              |
| Ronnie Gene Flippo                  | 3. Januar 1977 – 3. Januar 1991      | Demokrat              |
| Robert Edward Cramer Jr.            | 3. Januar 1991 – 3. Januar 2009      | Demokrat              |
| Rolf Parker Griffith Jr.            | 3. Januar 2009 – 3. Januar 2011      | Republikaner          |
| Morris Jackson Brooks Jr.           | 3. Januar 2011 – 3. Januar 2023      | Republikaner          |
| Dale Whitney Strong                 | seit 3. Januar 2023                  | Republikaner          |

### 6. Sitz (seit 1843)
Der sechste Distrikt entsandte bisher folgende 22 Abgeordnete.
| Name                                | Amtszeit                           | Partei       |
| ----------------------------------- | ---------------------------------- | ------------ |
| Reuben Chapman                      | 4. März 1843 – 3. März 1847        | Demokrat     |
| Williamson Robert Winfield Cobb     | 4. März 1847 – 30. Januar 1861     | Demokrat     |
| vakant (Amerikanischer Bürgerkrieg) | 30. Januar 1861 – 21. Juli 1868    |              |
| Thomas Haughey                      | 21. Juli 1868 – 3. März 1869       | Republikaner |
| William Crawford Sherrod            | 4. März 1869 – 3. März 1871        | Demokrat     |
| Joseph Humphrey Sloss               | 4. März 1871 – 3. März 1875        | Demokrat     |
| Goldsmith Whitehouse Hewitt         | 4. März 1875 – 3. März 1879        | Demokrat     |
| Burwell Boykin Lewis                | 4. März 1879 – 1. Oktober 1880     | Demokrat     |
| vakant                              | 1. Oktober 1880 – 8. Dezember 1880 |              |
| Newton Nash Clements                | 8. Dezember 1880 – 3. März 1881    | Demokrat     |
| Goldsmith Whitehouse Hewitt         | 4. März 1881 – 3. März 1885        | Demokrat     |
| John Mason Martin                   | 4. März 1885 – 3. März 1887        | Demokrat     |
| John Hollis Bankhead                | 4. März 1887 – 3. März 1907        | Demokrat     |
| Richmond Pearson Hobson             | 4. März 1907 – 3. März 1915        | Demokrat     |
| William Bacon Oliver                | 4. März 1915 – 3. Januar 1937      | Demokrat     |
| Peterson Bryant Jarman              | 3. Januar 1937 – 3. Januar 1949    | Demokrat     |
| Edward deGraffenried                | 3. Januar 1949 – 3. Januar 1953    | Demokrat     |
| Armistead Inge Selden junior        | 3. Januar 1953 – 3. Januar 1963    | Demokrat     |
| Albert McKinley Rains               | 3. Januar 1963 – 3. Januar 1965    | Demokrat     |
| John Hall Buchanan, Jr.             | 3. Januar 1965 – 3. Januar 1981    | Republikaner |
| Albert Lee Smith Jr.                | 3. Januar 1981 – 3. Januar 1983    | Republikaner |
| Benjamin Leader Erdreich            | 3. Januar 1983 – 3. Januar 1993    | Demokrat     |
| Spencer Thomas Bachus III           | 3. Januar 1993 – 3. Januar 2015    | Republikaner |
| Gary James Palmer                   | seit 3. Januar 2015                | Republikaner |

### 7. Sitz (seit 1843)
Der siebte Distrikt entsandte bisher folgende 26 Abgeordnete.
| Name                                | Amtszeit                              | Partei       |
| ----------------------------------- | ------------------------------------- | ------------ |
| Felix Grundy McConnell              | 4. März 1843 – 10. September 1846     | Demokrat     |
| vakant                              | 10. September 1846 – 7. Dezember 1846 |              |
| Franklin Welsh Bowdon               | 7. Dezember 1846 – 3. März 1851       | Demokrat     |
| Alexander White                     | 4. März 1851 – 3. März 1853           | Whig         |
| James Ferguson Dowdell              | 4. März 1853 – 3. März 1855           | Demokrat     |
| Sampson Willis Harris               | 4. März 1855 – 3. März 1857           | Demokrat     |
| Jabez Lamar Monroe Curry            | 4. März 1857 – 21. Januar 1861        | Demokrat     |
| vakant (Amerikanischer Bürgerkrieg) | 21. Januar 1861 – 3. März 1863        |              |
| Distrikt inaktiv                    | 4. März 1863 – 3. März 1873           |              |
| Charles Christopher Sheats          | 4. März 1873 – 3. März 1875           | Republikaner |
| William Henry Forney                | 4. März 1875 – 3. März 1893           | Demokrat     |
| William Henry Denson                | 4. März 1893 – 3. März 1895           | Demokrat     |
| Milford Wriarson Howard             | 4. März 1895 – 3. März 1899           | Populist     |
| John Lawson Burnett                 | 4. März 1899 – 13. März 1919          | Demokrat     |
| vakant                              | 13. März 1919 – 30. September 1919    |              |
| Lilius Bratton Rainey               | 30. September 1919 – 3. März 1923     | Demokrat     |
| Miles Clayton Allgood               | 4. März 1923 – 3. März 1933           | Demokrat     |
| William Brockman Bankhead           | 4. März 1933 – 15. Dezember 1940      | Demokrat     |
| vakant                              | 15. Dezember 1940 – 5. November 1940  |              |
| Zadoc Lorenzo Weatherford           | 5. November 1940 – 3. Januar 1941     | Demokrat     |
| Walter Will Bankhead                | 3. Januar 1941 – 1. Februar 1941      | Demokrat     |
| vakant                              | 1. Februar 1941 – 24. Juni 1941       |              |
| Carter Manasco                      | 24. Juni 1941 – 3. Januar 1949        | Demokrat     |
| Carl Atwood Elliott                 | 3. Januar 1949 – 3. Januar 1965       | Demokrat     |
| James Douglas Martin                | 3. Januar 1965 – 3. Januar 1967       | Republikaner |
| Tom Donald Fike Bevill              | 3. Januar 1967 – 3. Januar 1973       | Demokrat     |
| Walter Winkler Flowers, Jr.         | 3. Januar 1973 – 3. Januar 1979       | Demokrat     |
| Richard Craig Shelby                | 3. Januar 1979 – 3. Januar 1987       | Demokrat     |
| Claude Harris, Jr.                  | 3. Januar 1987 – 3. Januar 1993       | Demokrat     |
| Earl Frederick Hilliard             | 3. Januar 1993 – 3. Januar 2003       | Demokrat     |
| Artur Genestre Davis                | 3. Januar 2003 – 3. Januar 2011       | Demokrat     |
| Terrycina Andrea Sewell             | seit 3. Januar 2011                   | Demokrat     |

### 8. Sitz (1873–1973)
Der achte Distrikt entsandte bisher folgende 15 Abgeordnete.
| Name                                                    | Amtszeit                           | Partei       |
| ------------------------------------------------------- | ---------------------------------- | ------------ |
| Alexander White                                         | 4. März 1873 – 3. März 1875        | Republikaner |
| Burwell Boykin Lewis                                    | 4. März 1875 – 3. März 1877        | Demokrat     |
| William Willis Garth                                    | 4. März 1877 – 3. März 1879        | Demokrat     |
| William Manning Lowe                                    | 4. März 1879 – 3. März 1881        | Greenback    |
| Joseph Wheeler                                          | 4. März 1881 – 3. Juni 1882        | Demokrat     |
| William Manning Lowe                                    | 3. Juni 1882 – 12. Oktober 1882    | Greenback    |
| vakant                                                  | 12. Oktober 1882 – 15. Januar 1883 |              |
| Joseph Wheeler                                          | 15. Januar 1883 – 3. März 1883     | Demokrat     |
| Luke Pryor                                              | 4. März 1883 – 3. März 1885        | Demokrat     |
| Joseph Wheeler                                          | 4. März 1885 – 20. April 1900      | Demokrat     |
| vakant                                                  | 20. April 1900 – 6. August 1900    |              |
| William N. Richardson                                   | 6. August 1900 – 31. März 1914     | Demokrat     |
| vakant                                                  | 31. März 1914 – 11. Mai 1914       |              |
| Christopher Columbus Harris                             | 11. Mai 1914 – 3. März 1915        | Demokrat     |
| Edward Berton Almon                                     | 4. März 1915 – 22. Juni 1933       | Demokrat     |
| vakant                                                  | 22. Juni 1933 – 14. November 1933  |              |
| Archibald Hill Carmichael                               | 14. November 1933 – 3. Januar 1937 | Demokrat     |
| John Jackson Sparkman                                   | 3. Januar 1933 – 5. November 1946  | Demokrat     |
| vakant                                                  | 5. November 1946 – 28. Januar 1947 |              |
| Robert Emmett Jones, Jr.                                | 28. Januar 1947 – 3. Januar 1973   | Demokrat     |
| Distrikt abgeschafft nach dem United States Census 1970 | 3. Januar 1973                     |              |

### 9. Sitz (1873–1963)
Der neunte Distrikt entsandte bisher folgende zehn Abgeordnete.
| Name                                                    | Amtszeit                            | Partei       |
| ------------------------------------------------------- | ----------------------------------- | ------------ |
| Louis Washington Turpin                                 | 4. März 1893 – 3. März 1895         | Demokrat     |
| Oscar Wilder Underwood                                  | 4. März 1895 – 9. Juni 1896         | Demokrat     |
| Truman Heminway Aldrich                                 | 9. Juni 1896 – 3. März 1897         | Republikaner |
| Oscar Wilder Underwood                                  | 4. März 1897 – 3. März 1915         | Demokrat     |
| George Huddleston                                       | 4. März 1915 – 3. März 1937         | Demokrat     |
| Luther Patrick                                          | 4. März 1937–1943                   | Demokrat     |
| John Parks Newsome                                      | 3. Januar 1943 – 3. Januar 1945 ??? | Demokrat     |
| Luther Patrick                                          | 3. Januar 1945 – 3. Januar 1947     | Demokrat     |
| Laurie Calvin Battle                                    | 3. Januar 1947 – 3. Januar 1955     | Demokrat     |
| George Huddleston Jr.                                   | 3. Januar 1955 – 3. Januar 1963     | Demokrat     |
| Distrikt abgeschafft nach dem United States Census 1960 | 3. Januar 1963                      |              |

### 10. Sitz (1913–1933)
Der zehnte Distrikt entsandte bisher folgende zwei Abgeordnete.
| Name                                                    | Amtszeit                    | Partei   |
| ------------------------------------------------------- | --------------------------- | -------- |
| John William Abercrombie                                | 4. März 1913 – 3. März 1917 | Demokrat |
| William Brockman Bankhead                               | 4. März 1917 – 3. März 1933 | Demokrat |
| Distrikt abgeschafft nach dem United States Census 1930 | 3. März 1933                |          |